# 多久市
多久市（日语：／ Taku shi */?）是位于日本佐賀縣中央位置的城市，主要市區位於牛津川沿岸的盆地；於1954年5月1日由小城郡轄下各名字皆有「多久」兩字的町村（北多久町、多久村、東多久村、西多久村、南多久村）合併而成。

## 歷史
在文獻中最早在平安時代編寫的和名類聚抄中出現，當時為小城郡高來鄉。

### 年表
- 1889年4月1日：實施町村制，現在的轄區在當時分屬小城郡東多久村、西多久村、南多久村、北多久村、多久村。[1]
- 1949年4月1日：北多久村改制為北多久町。
- 1954年5月1日：北多久町、南多久村、東多久村、西多久村、多久村合併為多久市。

### 變遷表
| 1889年以前 | 1889年4月1日 | 1889年 - 1944年 | 1945年 - 1959年       | 1945年 - 1959年     | 1960年 - 1989年     | 1989年 - 現在       | 現在                |
| ---------- | ------------ | --------------- | --------------------- | ------------------- | ------------------- | ------------------- | ------------------- |
|            | 北多久村     | 北多久村        | 1949年4月1日 北多久町 | 1954年5月1日 多久市 | 1954年5月1日 多久市 | 1954年5月1日 多久市 | 1954年5月1日 多久市 |
|            | 東多久村     |                 |                       | 1954年5月1日 多久市 | 1954年5月1日 多久市 | 1954年5月1日 多久市 | 1954年5月1日 多久市 |
|            | 南多久村     |                 |                       | 1954年5月1日 多久市 | 1954年5月1日 多久市 | 1954年5月1日 多久市 | 1954年5月1日 多久市 |
|            | 多久村       |                 |                       | 1954年5月1日 多久市 | 1954年5月1日 多久市 | 1954年5月1日 多久市 | 1954年5月1日 多久市 |
|            | 西多久村     |                 |                       | 1954年5月1日 多久市 | 1954年5月1日 多久市 | 1954年5月1日 多久市 | 1954年5月1日 多久市 |

## 交通

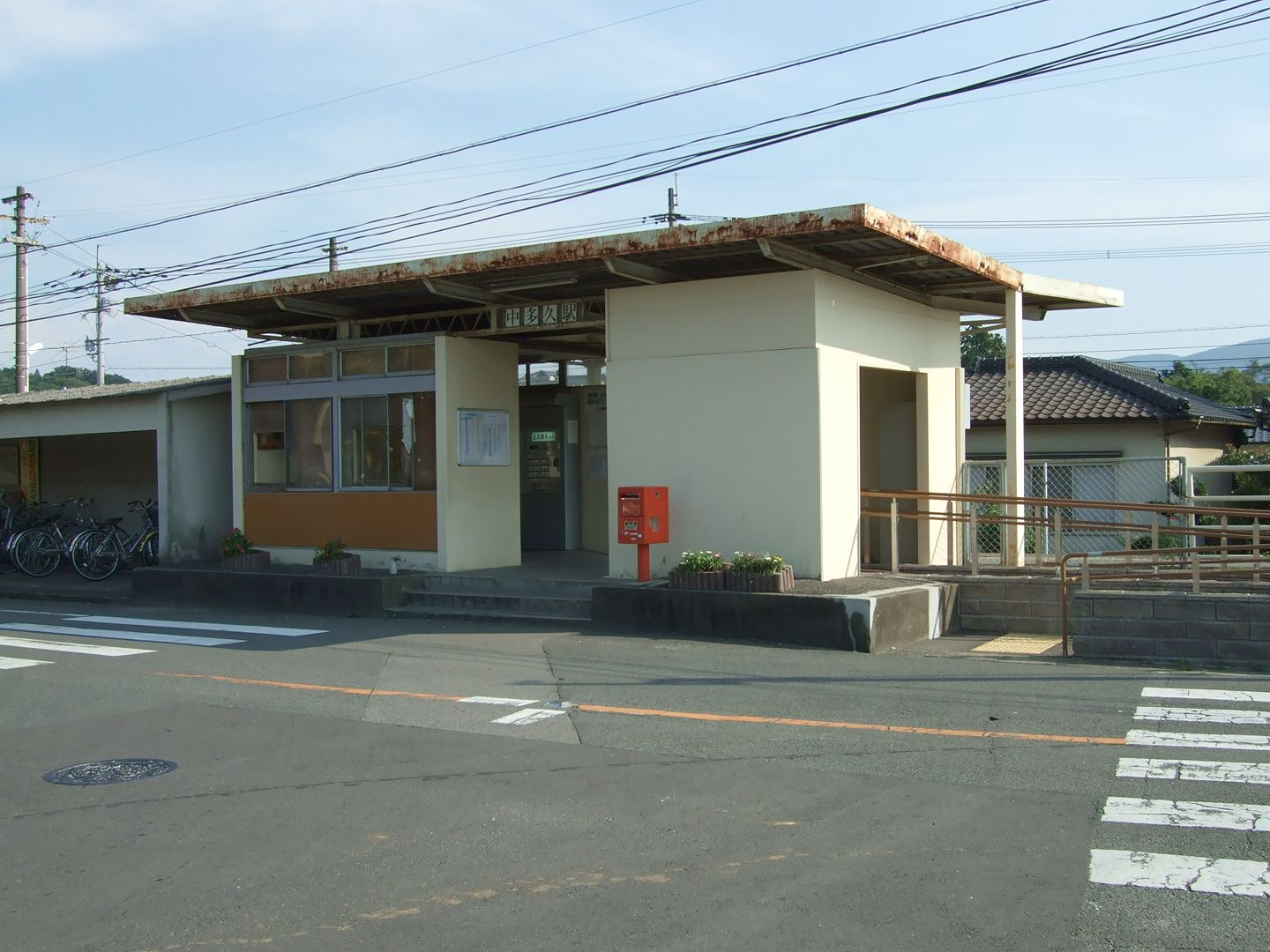
中多久車站

### 鐵路
- 九州旅客鐵道
  - 唐津線：東多久車站 - 中多久車站 - 多久車站

### 道路
高速道路
- 長崎自動車道：多久交流道 - 多久西休息區

## 觀光資源

### 景點
- 多久聖廟

## 教育

### 高等學校
- 佐賀縣立多久高等學校

## 姊妹、友好城市

### 海外
- 曲阜市（中華人民共和國山東省）：由於多久市以建於1708年祭祀孔子的多久聖廟聞名，因此於1993年11月2日與孔子的誕生地曲阜市締結為友好都市。[2]

## 本地出身之名人
- 志田林三郎：物理學者
- 長谷川町子：漫畫家
- 加藤博一：職業棒球選手
- 古賀稔彥：柔道選手、1992年夏季奧林匹克運動會柔道71公斤級金牌
- 瀧口康彥：歷史小説家、出生於長崎縣佐世保市
- 夢乃聖夏 ：寶塚歌劇團星組男役
- 真島理一郎：電影作家

## 外部連結
- （日語） 多久市商工會（页面存档备份，存于）
- （日語） 財團法人「孔子之村」